# Hochgebirgskompanien

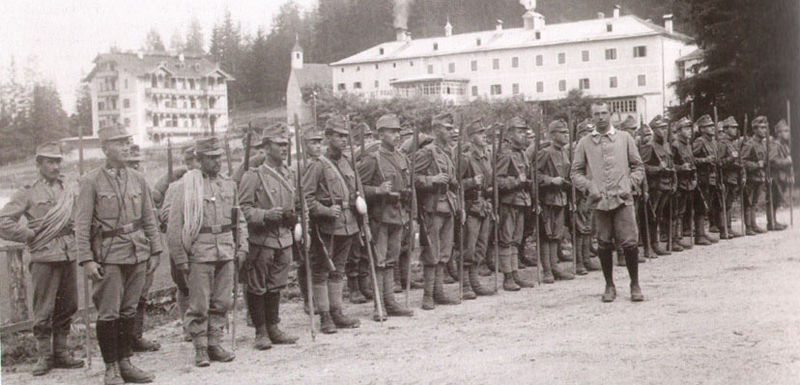
Angetretene Hochgebirgskompanie

Die Hochgebirgskompanien waren Teil der Österreichisch-Ungarischen Landstreitkräfte während des Ersten Weltkriegs.

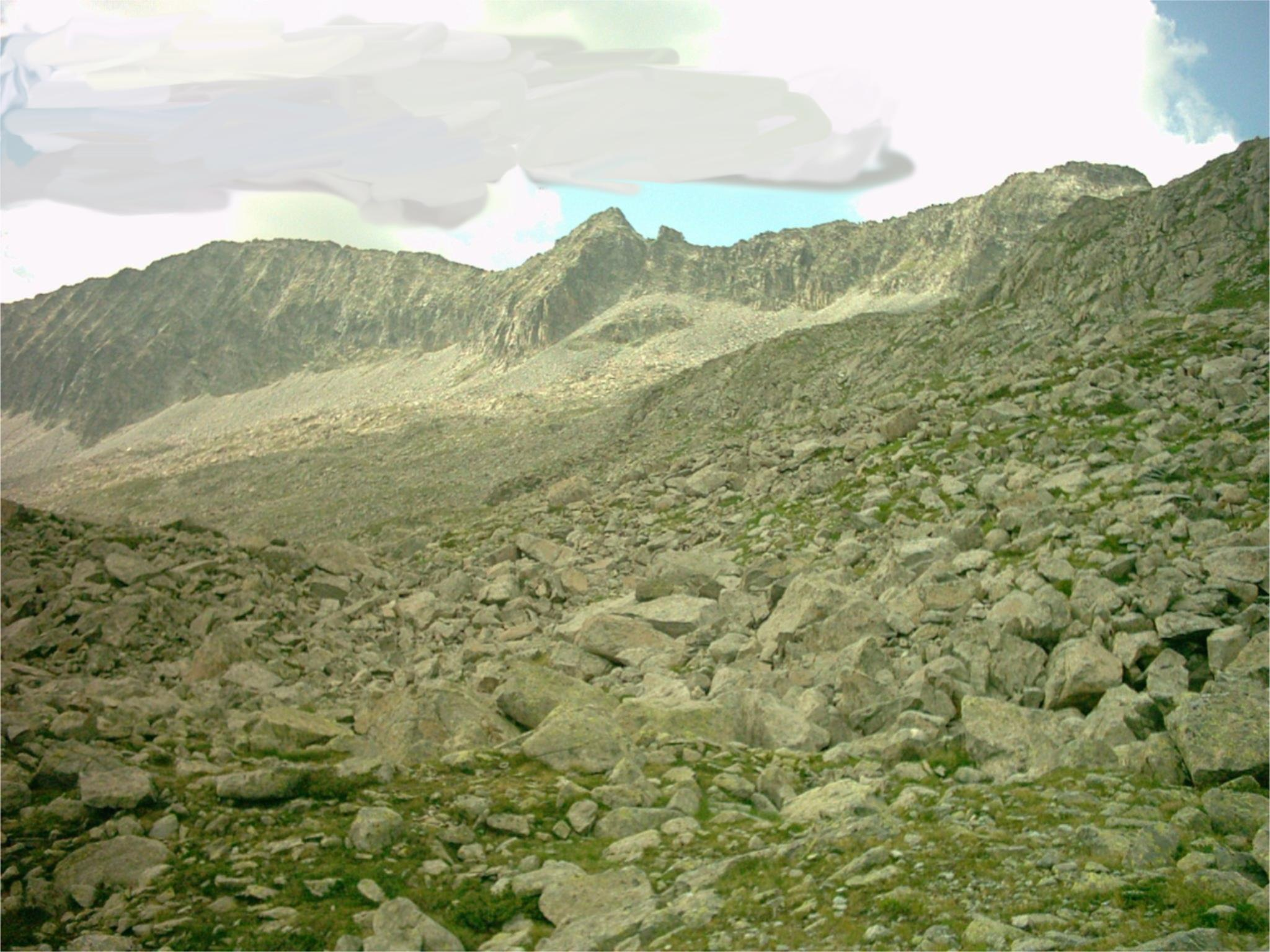
Monticello Grad

Die Hochgebirgskompanien waren mit die am höchsten dekorierten Truppenteile der k.u.k Streitkräfte. Mehrere Angehörige wurden mit dem Militär-Maria-Theresia-Orden ausgezeichnet, so auch der Leutnant Peter Scheider von der HgbKp 17 für die Eroberung des Monticello-Grates am Tonalepass (zusammen mit der HgbKp 28 unter Oberleutnant Toni Kaaserer) im Sommer 1918 während des Unternehmens Lawine.

## Geschichte
Da man zur Lösung von Aufklärungs- und Gefechtsaufgaben im Hochgebirge die normalen Truppen nicht verwenden konnte, wurden ab 1916 alpine Streifkompanien aufgestellt, die man 1917 in Hochgebirgskompanien umbenannte. Die Angehörigen dieser Kompanien setzten sich aus allen Ethnien der Monarchie zusammen. Sie hatten aus landsmannschaftlichen Gründen oder als Alpintouristen der Vorkriegszeit alpine Erfahrung und wurden speziell für den Krieg im Hochgebirge ausgebildet. Die besonders ausgewählten und mit alpiner Ausrüstung versehenen Offiziere und Mannschaften der Hochgebirgskompanien sollten in der Lage sein (und waren es auch), Geländehindernisse auch in schwierigstem Terrain zu überwinden.

## Auftrag
Aufgabe des technischen Schwarms war es, im hochalpinen Gelände Steiganlagen zu sichern und instand zu halten, sowie Nachschubrouten gangbar zu machen. Dafür waren sie mit Drahtseilen, Strickleitern, Eisensprossen und anderem Gerät ausgerüstet.

## Organisation
Eine Hochgebirgskompanie gliederte sich in ein Kompaniekommando, drei Züge und einen MG-Zug mit zwei Maschinengewehren 07/12, drei bis vier Bergführerpatrouillen, zwei Telephonpatrouillen und einen technischen Schwarm.
Der personelle Ersatz erfolgte aus den im jeweiligen Armeebereich vorhandenen Truppenteilen. Als Ersatztruppenkörper wurde jenes Ersatzbataillon bestimmt, dem der Großteil der Mannschaft der einzelnen Kompanien entstammte, das konnten folglich solche der Gemeinsamen Armee als auch der k.k. Landwehr sein.

## Ausrüstung
Die persönliche Gebirgsausrüstung eines Angehörigen der Hochgebirgskompanien bestand aus:
Rucksack, Bergstock, Schneereifen, Schneebrille, Bergschuhen, Krötteln (Grödeln), sowie gemäß Vorschrift von 1918 für die Ausrüstung und Bekleidung im Gebirgskrieg: ein Paar zehnzackige Steigeisen, vollständige Schiausrüstung, Lawinenschnur, ein Paar Schuhüberzüge, ein Paar Überfäustlinge, Windjacke, Windhose und ein Schneeanzug oder – bei dessen Ermangelung – ein Schneemantel.